# Dameron (cépage)
Le  dameron N est un cépage français de raisins noirs.

## Origine et répartition géographique
Le dameron est cultivé dans l'Aube, la Haute-Marne, les Vosges et le Jura.
En 1999 des chercheurs de l'Université de Californie à Davis ont soumis 322 échantillons de vigne à des analyses génétiques poussées. En tout, 16 cépages, dont le dameron, sont le résultat de croisements entre le Gouais blanc et le Pinot noir. Il s'agit de l'aligoté, de l'aubin vert, de l'auxerrois, du bachet noir, du beaunoir, du chardonnay, du dameron, du franc noir de la Haute-Saône, du gamay blanc Gloriod, du gamay, du knipperlé, du melon, du peurion, du romorantin, du roublot et du sacy.

## Aptitudes culturales
La maturité est de deuxième époque : 10 jours après le chasselas. 

## Potentiel technologique
Les grappes et les baies du dameron sont petites à moyennes. La grappe est cylindrique et lâche. Le cépage est de bonne vigueur mais la production est irrégulière. Il est sensible au mildiou, à l'oïdium et à la pourriture. Le dameron est en voie de disparition.

## Synonymes
Le dameron est connu sous les noms de dameret noir, foirard noir d'Arbois, gros bec, luisant noir, noir de Lorraine, noir facan, noirgot, pinot rouge, simoro, valais noir de Poligny, valdenois des Vosges, vert noir